# Kamalashila
Kamalashila (Sanskriet: Kamalaśīla) was een Indiaas boeddhistisch geestelijke. Hij werd opgeleid in het Mahavihara (Groot Klooster) van Nalanda en was werkzaam tussen 713 en 763. Hij begeleidde Shantarakshita tijdens diens reis naar Tibet die zij ondernamen op uitnodiging van koning Trisong Detsen.
Kamalashila had een beslissend aandeel in het Concilie van Lhasa van 792 tot 794, waarin hij het Mahayanaboeddhisme bepleitte ten opzichte van het Chinese chanboeddhisme. Dat werd voorgestaan door Moheyan die ervoor had onderwezen in de regio van Dunhuang.
Kamalashila werd verder bekend vanwege het schrijven van drie teksten die alle drie Bhāvanākrama heten en voortbouwen op de aspecten van de Yogacara-traditie, in het bijzonder met betrekking tot aspecten uit de meditatiepraktijk.